# Don’t Tread
Don’t Tread ist das 1992 erschienene zweite und bisher letzte Studioalbum der US-amerikanischen Supergroup Damn Yankees.

## Hintergrund
1989 gründeten Jack Blades (Bass; Night Ranger), Tommy Shaw (Gesang, Gitarre; Styx), Ted Nugent (Gitarre) und Michael Cartellone (Schlagzeug; Lynyrd Skynyrd) die Band „Damn Yankees“. 1990 veröffentlichten sie das Album Damn Yankees, das nach Veröffentlichung der dritten ausgekoppelten Single, High Enough, Platz 13 der US-Album-Charts erreicht hatte und 1994 Doppelplatin-Status für mehr als 2 Millionen verkaufte Einheiten in den USA erreichte.
1992 begannen die Gruppenmitglieder zusammen mit dem Produzenten Ron Nevison, der auch das Debütalbum produziert hatte, mit den Aufnahmen für das Nachfolgealbum. Insgesamt wurden vier Titel als Singles veröffentlicht, nämlich Don’t Tread on Me, Mister Please, Where You Goin' Now und Silence is Broken. Nur Where You Goin' Now und Silence is Broken konnten die Billboard Hot 100 erreichen.

## Rezeption
Die Zeitschrift Audio schrieb über das Album, es gebe „kein deftiges Hardrock-Paket mehr ohne softe Zugabe“, bei diesem Album habe „›Where You Goin’ Now‹ das Zeug zur Balladen-Zugnummer“. Die beteiligten Musiker garantierten „eine knackige Tour de Force ohne aufgeblasenes Muskelspiel, satten Sound, der nicht allein durchs Drehen am Lautstärkeregler möglich wird“. Das Album sei „ein kompaktes Paket.“
Thomas Kupfer schrieb in seiner Rezension für das deutsche Magazin Rock Hard, das Album setze „die Tradition des Debüts fort“, es gebe „wieder ’ne Menge Kitsch, also Ami-Mainstream der typischen Sorte“, doch sogar die betreffenden Titel kämen „noch besser rüber als die Kompositionen so manch anderer selbsternannter Heroen“. Kupfer vergab 8,5 von möglichen 10 Punkten und bewertete das Album damit besser, als sein Redaktionskollege Wolfgang Schäfer es beim kommerziell erfolgreicheren Vorgängeralbum getan hatte.
Don’t Tread wurde am 20. Oktober 1992 in den USA mit einer Goldenen Schallplatte ausgezeichnet.

## Titelliste
alle Titel geschrieben von Shaw, Nugent, Blades
1. Don’t Tread On Me – 5:08
2. Fifteen Minutes of Fame – 4:50
3. Where You Goin' Now – 4:40
4. Dirty Dog – 4:53
5. Mister Please – 4:19
6. Silence Is Broken – 5:03
7. Firefly – 4:57
8. Someone to Believe – 4:57
9. This Side of Hell – 4:00
10. Double Coyote – 4:44
11. Uprising – 5:31